# The Devil Knows My Name
The Devil Knows My Name è il terzo album in studio del chitarrista statunitense John 5, pubblicato nel 2007 per la 60 Cycle Hum Records.

## Tracce
1. First Victim – 1:04
2. The Werewolf of Westeria (feat. Joe Satriani) – 8:39
3. 27 Needles – 6:55
4. Bella Kiss – 1:30
5. Black Widow of La Porte (feat. Jim Root) – 7:25
6. Welcome to the Jungle (Guns N' Roses cover) – 4:28
7. Harold Rollings Hymn – 0:53
8. Dead Art in Plainfield – 8:01
9. Young Thing (Chet Atkins cover) – 3:04
10. The Washing Away of Wrong (feat. Eric Johnson) – 8:43
11. July 31st (The Last Stand) – 4:10